# Akiko Honda
Akiko Honda (本田顕子, Honda Akiko), née le 29 septembre 1971, est une femme politique japonaise, représentant le Parti libéral-démocrate japonais à la Chambre des conseillers du Japon. Elle est nommée en 2022 dans le gouvernement Kishida II au poste de secrétaire parlementaire chargée de la Santé, du Travail et des Affaires sociales, ainsi que vice-ministre parlementaire chargée des relations avec le secrétariat du Cabinet.

## Jeunesse et carrière pré-électorale
Honda naît le 29 septembre 1971, à Kumamoto. En mars 1996, elle obtient son diplôme de pharmacienne de l'Université d'Hoshi (en). En 2002, elle fait son premier pas dans la politique en devenant l'assistante parlementaire de son père, Ryoichi Honda (ja). Elle rejoint en 2007 l'entreprise Sawai Pharmaceutical, dans la succursale de Kumamoto.
En 2017, elle devient la vice-présidente de l'Association pharmaceutique japonaise. 

## Carrière électorale
Honda se présente à plusieurs élections à la Chambre des conseillers du Japon, comme celle de 2010, ou de 2013. Elle échoue à se faire élire dans les deux cas, alors sous l'investiture de Parti de tous.

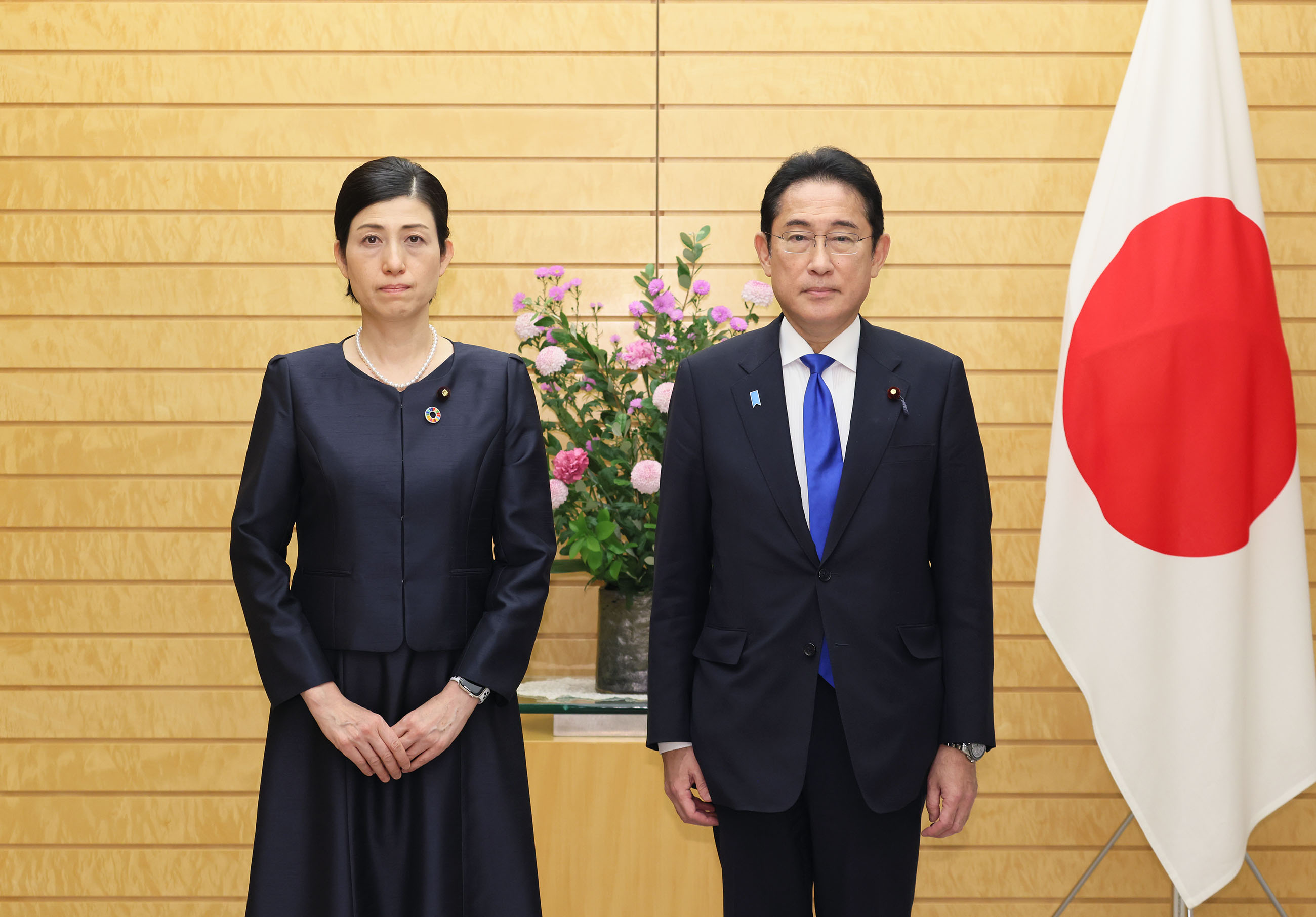
Honda et le Premier ministre Fumio Kishida, lors de sa nomination dans le gouvernement de ce dernier en 2023.

Elle est élue en 2019, à l'issue de l'élection à la Chambre des conseillers du Japon de la même année, cette fois avec le soutien du Parti libéral-démocrate dans la circonscription proportionnelle nationale. Il s'agit de la première pharmacienne à accéder à la Chambre des conseillers depuis Michiko Ishii. Elle est nommée en 2022 dans le gouvernement Kishida II au poste de secrétaire parlementaire chargée de la Santé, du Travail et des Affaires sociales, ainsi que vice-ministre parlementaire chargée des relations avec le secrétariat du Cabinet.
En 2025, elle est candidate à sa réélection lors des élections japonaises à la Chambre des conseillers de la même année, toujours sur la liste proportionnelle, et est réélue à la suite de ce scrutin.

## Prises de positions
Honda est favorable à une réforme de la constitution japonaise, qui empêche le pays de posséder une armée. D'un point de vue économique, elle est favorable à la politique des Abenomics, et à l'inclusion du Japon dans l'accord de partenariat transpacifique.
D'un point de vue sociétal, elle s'oppose fortement au mariage homosexuel. Elle est également défavorable à l'acceptation de travailleurs étrangers au Japon, et considère que « les restrictions à la vie privée et aux droits individuels sont une évidence pour le maintien de l'ordre public ». Elle s'oppose également à la possibilité qu'une femme devienne impératrice du Japon, ou même qu'elle reste dans la famille impériale après le mariage.